# Danh sách nhóm nhạc nữ Hàn Quốc
Các nhóm nhạc nữ K-pop đề cập đến  nhóm nhạc thần tượng toàn nữ của Hàn Quốc, những người chiếm một phần lớn trong ngành công nghiệp K-pop. Các nhóm nhạc nữ Hàn Quốc đã hỗ trợ việc truyền bá và quảng bá văn hóa Hàn Quốc trên toàn cầu thông qua sự nổi bật và nổi tiếng của họ. Các nhóm thế hệ đầu tiên từ cuối thập niên 1990 và đầu thập niên 2000 như S.E.S., Fin.K.L và Baby Vox được coi là những nhóm nhạc nữ đầu tiên đạt được thành công tại Hàn Quốc và thông qua sự ảnh hưởng của họ vào làn sóng Hallyu thế hệ đầu tiên. Kể từ năm 2007 trở đi, các nhóm nhạc nữ thế hệ thứ hai như Girls' Generation, Kara, T-ara, Wonder Girls, 2NE1, Sistar và Apink đã hồi sinh sự nổi tiếng của nhóm nhạc nữ trong nước cũng như toàn cầu thông qua giai đoạn hai của Hallyu. Các nhóm nhạc nữ bắt đầu quá trình chuyển đổi thế hệ vào đầu năm 2012, chẳng hạn như AOA và EXID đã giúp đẩy mạnh sự thay đổi này cho thế hệ thứ ba với các nhóm nhạc ra mắt kể từ năm 2012 trở đi như Blackpink, Twice, Red Velvet, GFriend, Mamamoo, Momoland và I.O.I đã trở nên nổi tiếng trong những năm gần đây và góp phần tạo nên sự chú ý và đánh giá cao của K-pop. Thế hệ thứ tư phải đối mặt với tình hình dịch bệnh COVID-19 chuyển biến phức tạp, tiên phong cho các hoạt động trực tuyến là các đại diện tiêu biểu phải kể đến như (G)I-dle, Iz*One, Itzy hay aespa,...

## Thế hệ 1 (1997–2002)
| Tên nhóm | Thời gian hoạt động | Thành viên                                                                                               | Đĩa đơn nổi bật | Album bán chạy nhất          | Giải thưởng nổi bật |
| -------- | ------------------- | --- | --- | ---------------------------- | --- |
| Baby Vox | 1997–2006 2024      | Shim Eun-jin Lee Hee-jin Kan Mi-youn Kim E-Z Yoon Eun-hye Cha Yu-mi Jang Hyun-jung Jung Shi-woon Lee Gai | "Get Up" (1999) "Killer" (1999) "Why" (2000) "Betrayal" (2000) "Doll" (2001) "Coincidence" (2002) "What should I do" (2003) | "Come Come Come Baby" (1999) | - 1998 Seoul Music Awards: Tân binh của năm - 1999 SBS Gayo Daejeon: 10 ca sĩ hàng đầu - 2000 SBS Gayo Daejeon: "Producer Award" - 2001 Golden Disk Awards: Phổ biến nhất - 2002 SBS Music Awards: Bài hát phổ biến nhất cho "Coincidence"                            |
| S.E.S.   | 1997–2002 2016-2017 | Bada Eugene Shoo                                                                                         | "Dreams Come True" (1998) "Twilight Zone" (1999) "Show Me Your Love" (2000) "Just in Love" (2001) "U" (2002)                | "Love" (1999)                | - 1998 Golden Disk Awards: Nghệ sĩ mới của năm - 1998 Seoul Music Awards: Bonsang - 1999 Golden Disk Awards: Bonsang - 2001 Mnet Asian Music Awards: Nhóm nhạc nữ xuất sắc nhất cho "Just in Love" - 2002 Mnet Asian Music Awards: Nhóm nhạc nữ xuất sắc nhất cho "U" |
| Fin.K.L  | 1998–2005 2019      | Lee Hyori Ock Joo-hyun Lee Jin Sung Yu-ri                                                                | "To My Boyfriend" (1998) "Forever Love" (1999) "Now" (2000) "You Will Never Know" (2001) "Forever" (2002)                   | "White" (1999)               | - 2000 Mnet Asian Music Awards Nhóm nhạc nữ xuất sắc nhất cho "Now" |

### Các nhóm nhạc khác
- As One (1999-nay)
- Chakra (2000-2006)
- Cleo (1999-2005)
- Diva (1997-2005)
- Jewelry (2001-2015, 2018)
- Kiss (2001-2002, 2016)
- Luv (2002-2003)
- M.I.L.K (2001-2003)
- Papaya (2000-2001)
- Shinvi (2002)
- Sugar (2001-2006)
- T.T.Ma (1999-2002)

## Thế hệ 2 (2003–2011)
| Tên nhóm                                             | Thời gian hoạt động      | Thành viên | Nhóm nhỏ                                          | Đĩa đơn nổi bật | Album bán chạy nhất       | Giải thưởng nổi bật |
| ---------------------------------------------------- | ------------------------ | --- | ------------------------------------------------- | --- | ------------------------- | --- |
| Brown Eyed Girls                                     | 2006–2015 2019           | JeA Miryo Narsha Gain | M&N                                               | "L.O.V.E" (2008) "Abracadabra" (2009) "Sign" (2009) "Sixth Sense" (2011) "Cleansing Cream" (2011) "Kill Bill" (2013) | "Sound-G" (2009)          | - 2006 Seoul Music Awards: Nghệ sĩ mới xuất sắc nhất - 2008 Golden Disc Awards: Bonsang kỹ thuật số cho "L.O.V.E" - 2009 Seoul Music Awards: Bonsang - 2009 Mnet Asian Music Awards: Nhóm nhạc nữ xuất sắc nhất - 2010 Seoul Music Awards: Bonsang |
| Wonder Girls                                         | 2007–2017                | Ye-eun Sunmi Yubin Hye-lim So-hee (cựu) Sunye (cựu) HyunA (cựu)                                                                  | —                                                 | "Tell Me" (2007) "So Hot" (2008) "Nobody" (2008) "2 Different Tears" (2010) "Be My Baby" (2011) "The DJ Is Mine" (2012) "Like This" (2012) "Why So Lonely" (2016) | "The Wonder Years" (2007) | - 2007 Golden Disc Awards: Bonsang kỹ thuật số cho "Tell Me" - 2007 Seoul Music Awards: Nghệ sĩ mới xuất sắc nhất - 2008 Golden Disc Awards: Bonsang kỹ thuật số cho "Nobody" - 2008 Mnet Asian Music Awards: Bài hát của năm cho "Nobody" - 2008 Seoul Music Awards: Daesang cho The Wonder Girls Trilogy - 2017 Korean Music Awards: Bài hát nhạc Pop xuất sắc nhất cho "Why So Lonely"                                                        |
| Kara                                                 | 2007–2016 2022-nay       | Nicole Gyuri Seungyeon Jiyoung Youngji Hara (†) (cựu) Sunghee (cựu)                                                              | —                                                 | "Pretty Girl" (2008) "Honey" (2009) "Wanna" (2009) "Mister" (2009) "Jumping" (2010) "Step" (2011) "Pandora" (2012) | "Step" (2011)             | - 2010 Seoul Music Awards: Bonsang - 2012 Seoul Music Awards: Bonsang - 2012 Seoul Music Awards: Hallyu đặc biệt - 2011 Golden Disc Awards: Bonsang đĩa cứng cho "Step" - 2012 Mnet Asian Music Awards: Nhóm nhạc xuất sắc nhất toàn cầu (Nữ) |
| Girls' Generation                                    | 2007–2017 2022-nay       | Taeyeon Sunny Tiffany Hyoyeon Yuri Sooyoung Yoona Seohyun Jessica (cựu)                                                          | Girls' Generation-TTS Girls' Generation-Oh!GG     | "Into the New World" (2007) "Girls' Generation" (2007) "Kissing You (2008) "Baby Baby (2008) "Gee" (2009) "Tell Me Your Wish (Genie)" (2009) "Oh!" (2010) "Run Devil Run" (2010) "Hoot" (2010) "The Boys" (2011) "Mr. Taxi" (2011) "I Got a Boy" (2013) "Mr.Mr." (2014) "Party" (2015) "Lion Heart" (2015) "Holiday" (2017) "Forever 1" (2022) | "The Boys" (2011)         | - Xem thêm: Danh sách giải thưởng và đề cử của Girls' Generation - 2009 Golden Disc Awards: Daesang kỹ thuật số cho "Gee" - 2009 Melon Music Awards: Bài hát của năm cho "Gee" - Bài hát của thập kỷ theo melOn cho "Gee" - 2010 Korean Music Awards: Bài hát của năm cho "Gee" - 2010 Golden Disc Awards: Album Daesang cho "Oh!" - 2011 Mnet Asian Music Awards: Nghệ sĩ của năm - 2012 Golden Disc Awards: Daesang kỹ thuật số cho "The Boys" |
| After School                                         | 2009–2015 2021           | Nana Raina (cựu) Kaeun (cựu) E-Young (cựu) Lizzy (cựu) Kahi (cựu) Bekah (cựu) Jungah (cựu) Uee (cựu) Jooyeon (cựu) Soyoung (cựu) | Orange Caramel After School Red After School Blue | "Diva" (2009) "Because of You" (2009) "Bang!" (2010) "Shampoo" (2011) "Flashback" (2012) "First Love" (2013) | "Virgin" (2011)           | - 2010 Seoul Music Awards: Nghệ sĩ mới xuất sắc nhất - 2011 Korea International Awards: 5 nhóm nhạc nữ hàng đầu - 2011 Korea International Awards: 5 nghệ sĩ quốc tế hàng đầu - 2014 Asia Model Awards: Nghệ sĩ nổi tiếng nhất |
| 2NE1                                                 | 2009–2016 2024           | CL Park Bom Minzy Sandara Park                                                                                                   | —                                                 | "Lollipop" (2009) "Fire" (2009) "I Don't Care" (2009) "Go Away" (2010) "Can't Nobody" (2010) "I Am the Best" (2011) "Lonely" (2011) "Hate You" (2011) "Ugly " (2011) "I Love You" (2012) "Come Back Home" (2014) "Goodbye" (2017) | "2NE1" (2009)             | - 2009 Mnet Asian Music Awards: Bài hát của năm cho "I Don't Care" - 2010 Mnet Asian Music Awards: Nghệ sĩ của năm - 2010 Mnet Asian Music Awards: Album của năm cho To Anyone - 2011 Mnet Asian Music Awards: Bài hát của năm cho "I Am the Best" - 2012 Golden Disc Awards: Bonsang kỹ thuật số cho "I Love You" - 2014 Golden Disc Awards: Bonsang kỹ thuật số cho "Missing You"                                                              |
| 4Minute                                              | 2009–2016                | HyunA Jiyoon Gayoon Sohyun Jihyun                                                                                                | 2YOON                                             | "Hot Issue" (2009) "Muzik" (2009) "HuH" (2010) "I Me Mine" (2010) "Heart to Heart" (2011) "Mirror Mirror" (2011) "Volume Up" (2012) "What's Your Name" (2013) "Crazy" (2015) | "4Minutes Left" (2011)    | - 2009 Golden Disc Awards: Nghệ sĩ mới xuất sắc nhất - 2011 Seoul Music Awards: Bonsang - 2012 Golden Disc Awards: Bonsang kỹ thuật số cho "HuH" - 2012 Seoul Music Awards: Bonsang - 2013 Golden Disc Awards: Bonsang đĩa cứng cho "Volume Up" - 2014 Golden Disc Awards: Bonsang kỹ thuật số cho "What's Your Name?" - 2014 Seoul Music Awards: Bonsang                                                                                        |
| T-ara                                                | 2009-2017 2020-2022 2024 | Jiyeon Qri EunJung Hyomin Boram (cựu) Soyeon (cựu) Hwayoung (cựu) Areum (cựu) Dani (cựu) Jiae (cựu) Jiwon (cựu)                  | T-ara N4 QBS                                      | "TTL (Time To Love)" (2009) "Bo Peep Bo Peep" (2009) "Like the First Time" (2009) "You Drive Me Crazy" (2010) "Roly-Poly" (2011) "Cry Cry" (2011) "We Were In Love" (2011) "Lovey-Dovey" (2012) "Day By Day" (2012) | "Funky Town" (2012)       | Xem thêm: Danh sách giải thưởng và đề cử của T-ara - 2009 Golden Disk Awards: Nghệ sĩ mới xuất sắc nhất - 2010 Melon Music Awards: Bonsang - 2012 Golden Disk Awards: Bonsang kỹ thuật số cho "Lovey-Dovey" - 2012 Melon Music Awards: Bonsang |
| f(x)                                                 | 2009–2016 2019           | Amber Krystal Luna Victoria Sulli (†) (cựu)                                                                                      | —                                                 | "Nu ABO" (2010) "Pinocchio (Danger)" (2011) "Hot Summer" (2011) "Electric Shock" (2012) "Rum Pum Pum Pum" (2013) "Red Light" (2014) "4 Walls" (2015) | "Pinocchio" (2011)        | - 2012 Golden Disk Awards: Bonsang đĩa cứng cho "Pinocchio (Danger)" - 2013 Golden Disk Awards: Bonsang kỹ thuật số cho "Electric Shock" - 2013 Seoul Music Awards: Bonsang - 2014 Golden Disc Awards: Bonsang đĩa cứng cho Pink Tape - 2012 Golden Disk Awards: Bonsang đĩa cứng cho "4 Walls" - 2015 Mnet Asian Music Awards: Nhóm nữ được lựa chọn toàn cầu                                                                                   |
| Secret                                               | 2009–2018                | Hyoseong Hana Sunhwa Jieun | —                                                 | "Magic" (2010) "Madonna" (2010) "Shy Boy" (2011) "Starlight Moonlight" (2011) "Love Is Move" (2011) "Poison" (2012) "Talk That" (2012) "Yoohoo" (2013) | "Moving in Secret" (2011) | - 2010 Seoul Music Awards: Bonsang - 2011 Seoul Music Awards: Bonsang - 2011 Golden Disc Awards: Bonsang kỹ thuật số cho "Starlight Moonlight" - 2013 Golden Disc Awards: Bonsang kỹ thuật số cho "Poison" - 2013 Seoul Music Awards: Bonsang |
| Sistar                                               | 2010–2017                | Hyolyn Bora Dasom Soyou | Sistar19                                          | "How Dare You" (2010) "So Cool" (2011) "Alone" (2012) "Loving U" (2012) "Give It 2 Me" (2013) "Touch My Body" (2014) "Shake It" (2015) | "So Cool" (2011)          | - 2012 Golden Disk Awards: Bonsang kỹ thuật số cho "So Cool" - 2013 Golden Disk Awards: Bonsang kỹ thuật số cho "Alone" - 2013 Seoul Music Awards: Bài hát kỹ thuật số của năm "Alone" - 2014 Mnet Asian Music Awards: Nhóm nhạc nữ xuất sắc nhất - 2014 Golden Disk Awards: Bonsang kỹ thuật số cho "Give it 2 Me" - 2013 Golden Disk Awards: Bonsang kỹ thuật số cho "Touch My Body"                                                           |
| Miss A                                               | 2010–2015                | Fei Jia Min Suzy | —                                                 | "Bad Girl Good Girl" (2010) "Breathe" (2010) "Love Alone" (2011) "Goodbye Baby" (2011) "Touch" (2012) "I Don't Need a Man" (2012) "Hush" (2013) "Only You" (2015) | "A Class" (2011)          | - 2010 Mnet Asian Music Awards: Bài hát của năm cho "Bad Girl Good Girl" - 2010 Golden Disc Awards: Bonsang kỹ thuật số cho "Bad Girl Good Girl" - 2011 Golden Disc Awards: Bonsang kỹ thuật số cho "Goodbye Baby" - 2012 Golden Disc Awards: Bonsang kỹ thuật số cho "Touch" - 2013 Golden Disc Awards: Bonsang kỹ thuật số cho "Hush" |
| Girl's Day                                           | 2010-2019                | Sojin Yura Minah Hyeri Jihae (cựu) Jisun (cựu) Jiin (cựu)                                                                        | —                                                 | "Expect" (2013) "Female President" (2013) "Something" (2014) "Darling" (2014) "Ring My Bell" (2015) | "Love" (2015)             | - 2014 Mnet Asian Music Awards: Trình diễn vũ đạo xuất sắc nhất bởi một nhóm nhạc nữ cho "Something" - 2015 Golden Disc Awards: Bonsang kỹ thuật số cho "Something" - 2015 Gaon Chart Music Awards: Bài hát của năm cho "Something" - 2016 Seoul Music Awards: Bonsang cho "Something" |
| Apink                                                | 2011–nay                 | Chorong Bomi Eunji Namjoo Hayoung Naeun (cựu) Yoo-kyung (cựu)                                                                    | Apink BnN Apink Chobom                            | "NoNoNo" (2013) "Mr. Chu" (2014) "Luv" (2014) "Remember" (2015) "Five" (2017) "I'm So Sick" (2018) "Dumhdurum" (2020) | "Pink Memory" (2015)      | - Xem thêm: Danh sách giải thưởng và đề cử của Apink - 2014 Golden Disc Awards: Bonsang kỹ thuật số cho "NoNoNo" - 2014 Seoul Music Awards: Bonsang cho "NoNoNo" - 2015 Gaon Chart Music Awards: Bài hát của năm cho "Luv" - 2016 Golden Disc Awards: Bonsang đĩa cứng cho "Pink Memory" - 2016 Seoul Music Awards: Bonsang cho "Remember" |
| * = có ít nhất 1 đĩa đơn đã bán được hơn 1 triệu bản |                          | |                                                   | |                           | |

### Các nhóm nhạc khác
- Big Mama (2003-2012, 2021-nay)
- Brave Girls (2011-2013, 2016-2018, 2020-nay)
- Black Pearl (2007-2012)
- Blady (2011-2017)
- C-REAL (2011-2014)
- Chocolat (2011-2017)
- Dal Shabet (2011-2016, 2019)
- Davichi (2008-nay)
- F-ve Dolls (2011-2015)
- Gavy NJ (2005-2022)
- Girl Friends (2006-2007)
- GP Basic (2010-2015)
- JQT (2009-2012)
- LPG (2005-2016)
- Nine Muses (2010-2019, 2023-nay)
- Rainbow (2009-2016, 2019)
- Rania (2011-2015)
- SeeYa (2006-2011, 2020)
- Skarf (2011-2014)
- Stellar (2011-2018)
- SOREA Band (2005-nay)
- Sunny Hill (2007-nay)
- The Grace (2005-2010)

## Thế hệ 3 (2012–2017)
| Tên nhóm                                              | Thời gian hoạt động | Thành viên                                                                           | Nhóm nhỏ                        | Đĩa đơn nổi bật | Album bán chạy nhất                            | Giải thưởng nổi bật |
| ----------------------------------------------------- | ------------------- | ------------------------------------------------------------------------------------ | ------------------------------- | --- | ---------------------------------------------- | --- |
| AOA                                                   | 2012–2019           | Hyejeong Seolhyun Chanmi Yuna (cựu) Choa (cựu) Youkyung (cựu) Mina (cựu) Jimin (cựu) | AOA Black AOA White AOA Cream   | "Miniskirt" (2014) "Short Hair" (2014) "Like a Cat" (2014) "Heart Attack" (2015) "Good Luck" (2016) "Excuse Me" (2017) "Bingle Bangle" (2018) | "Heart Attack" (2015)                          | - 2014 Golden Disc Awards: Bonsang kỹ thuật số cho "Miniskirt" - 2016 Seoul Music Awards: Bonsang cho "Heart Attack" - 2016 Golden Disc Awards: Bonsang kỹ thuật số cho "Heart Attack" - 2016 Asia Artist Awards: "Best Celebrity Award" - 2018 Soribada Best K-Music Awards: Bonsang cho "Bingle Bangle" - 2019 Hallyu Wave Awards: "Pop Culture Daesang" |
| EXID                                                  | 2012–2020, 2022–nay | Solji LE Hani Hyelin Jeonghwa Dami (cựu) Yuji (cựu) Haeryung (cựu)                   | SoljiHani (trước đây là Dasoni) | "Up & Down" (2014) "Ah Yeah" (2015) "Hot Pink" (2015) "L.I.E." (2016) "DDD" (2017) "I Love You" (2018) | "Street" (2016)                                | xem thêm: Danh sách giải thưởng và đề cử của EXID - 2015 MBC Music Show Champion Awards: Bài hát quán quân xuất sắc nhất năm 2015 Cho Ah Yeah - 2016 Golden Disc Awards: Bonsang kỹ thuật số cho "Up & Down" - 2016 Seoul Music Awards: Bonsang - 2016 Korea Assembly Grand Award: Nghệ sĩ của năm - 2018 Korean Entertainment Arts Award: Nhóm nhạc nghệ sĩ xuất sắc nhất (Nữ) |
| Twice                                                 | 2015–nay            | Nayeon Jeongyeon Momo Sana Jihyo Mina Dahyun Chaeyoung Tzuyu                         | MiSaMo                          | "Like Ooh-Ahh" (2015) "Cheer Up" (2016) "TT" (2016) "Knock Knock" (2017) "Signal" (2017) "Likey" (2017) "Heart Shaker" (2017) "What Is Love?" (2018) "Dance the Night Away" (2018) "Yes or Yes" (2018) "Fancy" (2019) "Feel Special" (2019) "More & More" (2020) "I Can't Stop Me" (2020) "Alcohol-Free" (2021) "The Feels" (2021) | Ready to Be (2023)                             | xem thêm: Danh sách giải thưởng và đề cử của Twice - 2016 Mnet Asian Music Awards: Bài hát của năm cho "Cheer Up" - 2016 Seoul Music Awards: Bài hát kỹ thuật số của năm "Cheer Up" - 2016 Golden Disc Awards: Nghệ sĩ mới của năm - 2016 Golden Disc Awards: Daesang kỹ thuật số cho "Cheer Up" - 2018 Golden Disc Awards: Bonsang kỹ thuật số cho "Knock Knock" - 2018 Mnet Asian Music Awards: Bài hát của năm cho "Signal" - 2018 Golden Disc Awards: Bonsang đĩa cứng cho Twicetagram |
| Red Velvet                                            | 2014–nay            | Irene Seulgi Wendy Joy Yeri                                                          | Red Velvet - Irene & Seulgi     | "Ice Cream Cake" (2015) "Dumb Dumb" (2015) "Russian Roulette" (2016) "Rookie" (2017)" "Red Flavor" (2017) "Peek-a-Boo" (2017) "Bad Boy" (2018) "Power Up" (2018) "Psycho" (2019) "Feel My Rhythm" (2022) | The ReVe Festival 2022 – Feel My Rhythm (2022) | xem thêm: Danh sách giải thưởng và đề cử của Red Velvet - 2015 Golden Disc Awards: Nghệ sĩ mới xuất sắc nhất - 2016 Golden Disc Awards: Bonsang kỹ thuật số cho "Ice Cream Cake" - 2017 Seoul Music Awards: Bonsang - 2018 Korean Music Awards: Bài hát nhạc Pop xuất sắc nhất cho "Red Flavor" - 2018 Golden Disc Awards: Bonsang kỹ thuật số cho "Red Flavor" - 2018 Mnet Asian Music Awards: Nhóm nhạc nữ xuất sắc nhất - 2018 Seoul Music Awards: Bonsang - 2019 Asia Artist Awards: Bài hát của năm cho "Umpah Umpah" |
| Blackpink                                             | 2016–nay            | Jisoo Jennie Rosé Lisa                                                               | —                               | "Whistle" (2016) "Boombayah" (2016) "Playing With Fire" (2016) "As If It's Your Last" (2017) "Ddu-Du Ddu-Du" (2018) "Kill This Love" (2019) "How You Like That" (2020) "Ice Cream" (2020) "Lovesick Girls" (2020) "Pink Venom" (2022) "Shut Down" (2022)                                                                           | The Album (2020)                               | xem thêm: Danh sách giải thưởng và đề cử của Blackpink - 2016 Melon Music Awards: Nghệ sĩ mới xuất sắc nhất (Nữ) - 2017 Seoul Music Awards: Nghệ sĩ mới của năm - 2017 Gaon Chart Awards: Tân binh của năm - 2017 Golden Disc Awards: Nghệ sĩ mới của năm - 2018 Seoul Music Awards: Bonsang - 2018 Golden Disc Awards: Bonsang kỹ thuật số cho "As If It's Your Last" - 2019 Golden Disc Awards: Bonsang kỹ thuật số cho "Ddu-Du Ddu-Du" - 2020 Mnet Asian Music Awards: Nhóm nhạc nữ xuất sắc nhất - 2020 MTV Video Music Awards: "Bài hát của mùa hè" cho "How You Like That" - 2021 Golden Disc Awards: Bonsang đĩa cứng cho The Album - 2021 Golden Disc Awards: Bonsang kỹ thuật số cho "How You Like That" |
| GFriend                                               | 2015–2021 2024      | Sowon Yerin Eunha Yuju SinB Umji                                                     | —                               | "Me Gustas Tu" (2015) "Rough" (2016) "Navillera" (2016) "Fingertip" (2017) "Love Whisper" (2017) "Time for the Moon Night" (2018) | Time For Us (2019)                             | xem thêm: Danh sách giải thưởng và đề cử của GFriend - 2015 Melon Music Awards: Nghệ sĩ mới xuất sắc nhất (Nữ) - 2016 Golden Disc Awards: Nghệ sĩ mới của năm - 2017 Golden Disc Awards: Bonsang kỹ thuật số cho "Rough" - 2017 Seoul Music Awards: Bonsang - 2018 Golden Disc Awards: Nhóm nhạc nữ xuất sắc nhất |
| Mamamoo                                               | 2014–nay            | Solar Moonbyul Wheein Hwasa                                                          | —                               | "Um Oh Ah Yeh" (2015) "You're the Best" (2016) "I Miss You" (2016) "Décalcomanie" (2016) "Yes I Am" (2017) "Starry Night" (2018) "Gogobebe" (2019) "Hip" (2019) | Reality in Black (2019)                        | xem thêm: Danh sách giải thưởng và đề cử của Mamamoo - 2015 Gaon Chart Awards: Nghệ sĩ mới của năm - 2016 Melon Music Awards: 10 nghệ sĩ hàng đầu - 2017 Golden Disc Awards: Bonsang kỹ thuật số cho "You're the Best" - 2017 Seoul Music Awards: Bonsang - 2019 Golden Disc Awards: Bonsang kỹ thuật số cho "Starry Night" - 2020 Golden Disc Awards: Nhóm nhạc nữ xuất sắc nhất |
| Momoland                                              | 2016–2023           | Hyebin Jane Nayun JooE Ahin Nancy Yeonwoo (cựu) Daisy (cựu) Taeha (cựu)              | —                               | "Bboom Bboom" (2018) "Baam" (2018) | Great! (2018)                                  | - 2018 Gaon Chart Music Awards: "World Rookie Award" - 2019 Japan Gold Disc Award: Nghệ sĩ mới xuất sắc nhất - 2019 Golden Disc Awards: Bonsang kỹ thuật số |
| I.O.I                                                 | 2016–2017           | Nayoung Chungha Sejeong Chaeyeon Jieqiong Sohye Yeonjung Yoojung Mina Doyeon Somi    | I.O.I sub-unit                  | "Whatta Man" (2016) "Very Very Very" (2016) "Downpour" (2017) | Miss me? (2016)                                | - 2016 Mnet Asian Music Awards: Nghệ sĩ mới xuất sắc nhất (Nữ) - 2017 Golden Disc Awards: Nghệ sĩ mới của năm - 2017 Seoul Music Awards: Nghệ sĩ mới xuất sắc nhất |
| * = có ít nhất 1 đĩa đơn đã bán được hơn 1 triệu bản. |                     |                                                                                      |                                 | |                                                | |

### Các nhóm nhạc tiêu biểu khác
- April
- Alice
- Berry Good
- Bestie
- CLC
- Cosmic Girls (WJSN)
- Crayon Pop
- DIA
- Dreamcatcher
- Elris
- Fiestar
- Glam
- Gugudan
- Hello Venus
- Laboum
- Ladies' Code
- Lovelyz
- Oh My Girl
- Playback
- Pristin
- Sonamoo
- Spica
- Weki Meki

## Thế hệ 4 (2018–2022)
| Tên nhóm    | Thời gian hoạt động | Thành viên                                                                      | Đĩa đơn nổi bật | Album bán chạy nhất  | Giải thưởng nổi bật |
| ----------- | ------------------- | ------------------------------------------------------------------------------- | --- | -------------------- | --- |
| (G)I-dle    | 2018–nay            | Miyeon Minnie Soyeon Yuqi Shuhua Soojin (cựu)                                   | "Latata" (2018) "Hann (Alone)" (2018) "Senorita" (2019) "Uh-Oh" (2019) "Oh My God (2020) "Dumdi Dumdi" (2020) "Hwaa" (2021) "Tomboy" (2022) "Nxde" (2022) "Queencard" (2023) | I Never Die (2022)   | xem thêm: Danh sách giải thưởng và đề cử của (G)I-dle - 2018 Asia Artist Awards: Tân binh của năm (Âm nhạc) - 2018 Gaon Chart Music Awards: Nghệ sĩ mới của năm (Kỹ thuật số) - 2018 Genie Music Awards: Nữ nghệ sĩ mới - 2018 Melon Music Awards: Nghệ sĩ mới xuất sắc nhất (Nữ) - 2019 Gaon Chart Music Awards: Tân binh toàn cầu của năm - 2019 Golden Disc Awards: Tân binh của năm (Kỹ thuật số) - 2020 Japan Gold Disc Award: 3 nghệ sĩ mới xuất sắc nhất (Châu Á) |
| Iz*One      | 2018–2021           | Eunbi Sakura Hyewon Yena Chaeyeon Chaewon Minju Nako Hitomi Yuri Yujin Wonyoung | "La Vie en Rose" (2018) "Violeta" (2019) "Fiesta" (2020) "Secret Story of the Swan" (2020) Panorama" (2021)                                                                  | Oneiric Diary (2020) | xem thêm: Danh sách giải thưởng và đề cử của Iz*One - 2018 Asia Artist Awards: Tân binh của năm (Âm nhạc) - 2018 Mnet Asian Music Awards: Nghệ sĩ mới xuất sắc nhất (Nữ) - 2018 Mnet Asian Music Awards: Nghệ sĩ Châu Á mới xuất sắc nhất - 2019 Golden Disc Awards: Tân binh của năm (Album) - 2019 Seoul Music Awards: Nghệ sĩ mới xuất sắc nhất - 2020 Japan Gold Disc Award: 3 nghệ sĩ mới xuất sắc nhất (Châu Á) |
| Itzy        | 2019–nay            | Yeji Lia Ryujin Chaeryeong Yuna                                                 | "Dalla Dalla" (2019) "Icy" (2019) "Wannabe" (2020) "Not Shy" (2020) "In the Morning" (2021) "Sneakers" (2022)                                                                | Checkmate (2022)     | xem thêm: Danh sách giải thưởng và đề cử của Itzy - 2019 Gaon Chart Music Awards: Nghệ sĩ mới của năm (Kỹ thuật số) - 2019 Genie Music Awards: Nữ nghệ sĩ mới - 2019 Mnet Asian Music Awards: Nghệ sĩ mới xuất sắc nhất (Nữ) - 2020 Golden Disc Awards: "Tân binh của năm (Kỹ thuật số)" - 2020 Golden Disc Awards: Bonsang kỹ thuật số cho "Dalla Dalla" - 2019 Seoul Music Awards: Nghệ sĩ mới xuất sắc nhất |
| STAYC       | 2020–nay            | Sumin Seeun Isa J Sieun Yoon                                                    | - "So Bad" (2020) - "ASAP" (2021) - "Run2U" (2022) - "Teddy Bear" (2023) | Teddy Bear (2023)    | - 2021 The Fact Music Awards: "Next Leader Award" - 2022 Golden Disc Awards: Bonsang kỹ thuật số cho "ASAP" - 2022 Golden Disc Awards: Tân binh của năm - 2024 Golden Disc Awards: Bonsang kỹ thuật số cho "Teddy Bear" |
| Aespa       | 2020–nay            | Karina Giselle Winter Ningning                                                  | - "Black Mamba" (2020) - "Next Level" (2021) - "Savage" (2021) - "Dreams Come True" (2021) - "Spicy" (2023) - "Drama" (2023)                                                 | My World (2023)      | xem thêm: Danh sách giải thưởng và đề cử của Aespa - 2020 Gaon Chart Music Awards: Nghệ sĩ mới của năm (Kỹ thuật số) - 2021 Seoul Music Awards: Tân binh của năm |
| Ive         | 2021–nay            | - Yujin - Gaeul - Rei - Wonyoung - Liz - Leeseo                                 | - "Eleven" (2021) - "Love Dive" (2022) - "After Like" (2022) - "Kitsch" (2023) - "I Am" (2023) - "Baddie" (2023)                                                             | Love Dive (2022)     | xem thêm: Danh sách giải thưởng và đề cử của Ive - 2022 Asia Artist Awards: Nghệ sĩ mới của năm-Âm nhạc - 2022 Asia Artist Awards: Bài hát của năm cho "Love Dive" - 2022 The Fact Music Awards: Nghệ sĩ của năm - 2022 MAMA Awards: Bài hát của năm cho "Love Dive" |
| Le Sserafim | 2022–nay            | - Sakura - Chaewon - Yunjin - Kazuha - Eunchae - Garam (cựu)                    | - "Fearless" (2022) - "Antifragile" (2022) - "Unforgiven" (2023) - "Eve, Psyche & the Bluebeard's Wife" (2023) - "Perfect Night" (2023)                                      | Fearless (2022)      | - 2022 Asia Artist Awards: Nghệ sĩ mới của năm-Âm nhạc - 2023 Seoul Music Awards: Tân binh của năm - 2023 Golden Disc Awards: Nghệ sĩ mới của năm |
| NewJeans    | 2022–nay            | - Minji - Hanni - Danielle - Haerin - Hyein                                     | - "Attention" (2022) - "Hype Boy" (2022) - "Cookie" (2022) - "Ditto" (2022) - "OMG" (2023) - "Super Shy" (2023) - "ETA" (2023)                                               | Get Up (2023)        | xem thêm: Danh sách giải thưởng và đề cử của NewJeans - 2022 Asia Artist Awards: Nghệ sĩ mới của năm-Âm nhạc - 2022 Asia Artist Awards: Màn trình diễn của năm - 2023 Asia Artist Awards: Bài hát của năm cho "Ditto" - 2023 Asia Artist Awards: Ca sĩ của năm - 2023 Seoul Music Awards: Tân binh của năm - 2023 Golden Disc Awards: Nghệ sĩ mới của năm - 2023 Korean Music Awards: Tân binh của năm - 2023 MAMA Awards: Bài hát của năm cho "Ditto" - 2023 MAMA Awards: Nghệ sĩ của năm - 2023 Melon Music Awards: Bài hát của năm cho "Ditto" - 2023 Melon Music Awards: Nghệ sĩ của năm |

### Các nhóm nhạc tiêu biểu khác
- Billlie
- Black Swan
- Bvndit
- CLASS:y
- Cherry Bullet
- Cignature
- DreamNote
- Everglow
- Fanatics
- fromis 9
- WJSN
- Hot Issue
- Honey Popcorn
- Lightsum
- Loona
- Lunarsolar
- Nature
- NeonPunch
- NMIXX
- Purple Kiss
- Pixy
- Purplebeck
- Redsquare
- Rocket Punch
- Secret Number
- Tri.be
- Uni.T
- Viviz
- Weeekly
- Woo!ah!
- Kiss of Life
- Kep1er
- CSR

## Thế hệ 5 (2023–nay)
- Aespa
- Babymonster
- Itzy
- Nmixx
- Illit
- Les Sserafim
- Triple S
- Unis
- Badvillain
- Meovv
- Izna